# Circuit franco-belge 2024
La 83e édition du Circuit franco-belge  (appelé Eurométropole Tour de 2012 à 2021) a lieu le 29 mai 2024. Elle fait partie du calendrier UCI ProSeries 2024 en catégorie 1.Pro, le deuxième niveau du cyclisme international et se déroule en Belgique entre Tournai et Mont-de-l'Enclus sur une distance de 190,6 km.
Cette course est déplacée au mois de mai alors qu'elle se déroulait précédemment en septembre. Elle fait partie de la coupe de Belgique de cyclisme sur route 2024.

## Présentation

### Parcours
Partant de la ville de Tournai, les coureurs effectuent une première boucle de 77,6 km avant d'accomplir cinq fois le circuit local de 22,6 km. Lors de chaque tour de ce circuit local, trois côtes sont au programme : le col du Hortilin (1 700 m à 3,7 %), la côte de Trieu-Knokteberg (1 000 m à 7,9 %) et la montée vers le Mont-de-l'Enclus où est jugée l’arrivée.

### Équipes
| WorldTeams (6)- Arkéa-B&B Hotels - UAE Team Emirates - Soudal Quick-Step - Intermarché-Wanty - Cofidis - Alpecin-Deceuninck ProTeams (11)- Lotto Dstny - Israel-Premier Tech - TotalEnergies - Uno-X Mobility - Caja Rural-Seguros RGA - Q36.5 Pro Cycling Team - Bingoal WB - Team Flanders-Baloise - Team Novo Nordisk - TDT-Unibet - Equipo Kern Pharma Équipes continentales (4)- Van Rysel-Roubaix - Tarteletto-Isorex - Parkhotel Valkenburg - Philippe Wagner-Bazin |
| |

### Favoris
Le Français Axel Zingle (Cofidis), le Suisse Marc Hirschi (UAE Emirates), l'Érythréen Biniam Girmay et le Belge Laurenz Rex (Intermarché Wanty), l'Australien Kaden Groves (Alpecin Deceuninck) et le Norvégien Rasmus Tiller (Uno X Mobility) sont cités parmi les favoris.

## Classement final
| \| Classement général \| Classement général \| Classement général \| Classement général \| Classement général \| \| Coureur \| Coureur \| Pays \| Équipe \| Temps \| \| ------------------ \| ------------------ \| ------------------ \| ---------------------- \| ------------------ \| \| 1er \| Biniam Girmay \| Érythrée \| Intermarché-Wanty \| 4 h 37 min 52 s \| \| 2e \| Axel Zingle \| France \| Cofidis \| + 0 s \| \| 3e \| Marc Hirschi \| Suisse \| UAE Team Emirates \| + 0 s \| \| 4e \| Jenno Berckmoes \| Belgique \| Lotto Dstny \| + 0 s \| \| 5e \| Émilien Jeannière \| France \| TotalEnergies \| + 0 s \| \| 6e \| Vincenzo Albanese \| Italie \| Arkéa-B&B Hotels \| + 0 s \| \| 7e \| Pau Miquel \| Espagne \| Equipo Kern Pharma \| + 0 s \| \| 8e \| Matyáš Kopecký \| Tchéquie \| Team Novo Nordisk \| + 0 s \| \| 9e \| Eduard Prades \| Espagne \| Caja Rural-Seguros RGA \| + 0 s \| \| 10e \| Kaden Groves \| Australie \| Alpecin-Deceuninck \| + 0 s \| |                   |           |                        |                 |
| |                   |           |                        |                 |
| Source : ProCyclingStats |                   |           |                        |                 |
| Classement général |                   |           |                        |                 |
| Coureur | Coureur           | Pays      | Équipe                 | Temps           |
| 1er | Biniam Girmay     | Érythrée  | Intermarché-Wanty      | 4 h 37 min 52 s |
| 2e | Axel Zingle       | France    | Cofidis                | + 0 s           |
| 3e | Marc Hirschi      | Suisse    | UAE Team Emirates      | + 0 s           |
| 4e | Jenno Berckmoes   | Belgique  | Lotto Dstny            | + 0 s           |
| 5e | Émilien Jeannière | France    | TotalEnergies          | + 0 s           |
| 6e | Vincenzo Albanese | Italie    | Arkéa-B&B Hotels       | + 0 s           |
| 7e | Pau Miquel        | Espagne   | Equipo Kern Pharma     | + 0 s           |
| 8e | Matyáš Kopecký    | Tchéquie  | Team Novo Nordisk      | + 0 s           |
| 9e | Eduard Prades     | Espagne   | Caja Rural-Seguros RGA | + 0 s           |
| 10e | Kaden Groves      | Australie | Alpecin-Deceuninck     | + 0 s           |

## Liste des participants
| Légende | Légende                                                                    | Légende | Légende                                                    |
| ------- | -------------------------------------------------------------------------- | ------- | ---------------------------------------------------------- |
| Num     | Dossard de départ porté par le coureur sur le Circuit Franco-Belge         | Pos     | Position à l'arrivée de la course                          |
|         | Indique un maillot de champion national ou mondial, suivi de sa spécialité | NP      | Indique un coureur qui n'a pas pris le départ de la course |
| AB      | Indique un coureur qui n'a pas terminé la course                           | HD      | Indique un coureur qui a terminé la course hors des délais |
| DSQ     | Indique un coureur qui a été disqualifié de la course                      |         |                                                            |

| Lotto Dstny LTD | Lotto Dstny LTD          | Lotto Dstny LTD |
| --------------- | ------------------------ | --------------- |
| Num             | Coureur                  | Pos             |
| 1               | Jenno Berckmoes (BEL)    | 4e              |
| 2               | Axel De Lie (BEL)        | 80e             |
| 3               | Pascal Eenkhoorn (NED)   | 67e             |
| 4               | Sébastien Grignard (BEL) | 43e             |
| 5               | Arjen Livyns (BEL)       | 32e             |
| 7               | Liam Slock (BEL)         | 19e             |

| UAE Team Emirates UAD | UAE Team Emirates UAD   | UAE Team Emirates UAD |
| --------------------- | ----------------------- | --------------------- |
| Num                   | Coureur                 | Pos                   |
| 11                    | Filippo Baroncini (ITA) | 16e                   |
| 12                    | Sjoerd Bax (NED)        | 17e                   |
| 13                    | Alessandro Covi (ITA)   | 51e                   |
| 14                    | Marc Hirschi (SUI)      | 3e                    |
| 15                    | Álvaro Hodeg (COL)      | AB                    |
| 16                    | Sebastián Molano (COL)  | AB                    |

| Soudal Quick-Step SOQ | Soudal Quick-Step SOQ | Soudal Quick-Step SOQ |
| --------------------- | --------------------- | --------------------- |
| Num                   | Coureur               | Pos                   |
| 21                    | Ayco Bastiaens (BEL)  | AB                    |
| 22                    | Gil Gelders (BEL)     | 61e                   |
| 23                    | Antoine Huby (FRA)    | 48e                   |
| 24                    | Yves Lampaert (BEL)   | 22e                   |
| 25                    | Junior Lecerf (BEL)   | 47e                   |
| 26                    | Jordi Warlop (BEL)    | 62e                   |
| 27                    | Martin Svrček (SVK)   | AB                    |

| Intermarché-Wanty IWA | Intermarché-Wanty IWA | Intermarché-Wanty IWA |
| --------------------- | --------------------- | --------------------- |
| Num                   | Coureur               | Pos                   |
| 31                    | Vito Braet (BEL)      | AB                    |
| 32                    | Rune Herregodts (BEL) | 70e                   |
| 33                    | Hugo Page (FRA)       | 37e                   |
| 34                    | Biniam Girmay (ERI)   | 1er                   |
| 35                    | Laurenz Rex (BEL)     | 73e                   |
| 36                    | Lorenzo Rota (ITA)    | 18e                   |
| 37                    | Adrien Petit (FRA)    | AB                    |

| Cofidis COF | Cofidis COF           | Cofidis COF |
| ----------- | --------------------- | ----------- |
| Num         | Coureur               | Pos         |
| 41          | Axel Zingle (FRA)     | 2e          |
| 42          | Piet Allegaert (BEL)  | 52e         |
| 43          | Aimé De Gendt (BEL)   | 68e         |
| 44          | Alexis Gougeard (FRA) | AB          |
| 45          | Nolann Mahoudo (FRA)  | 38e         |
| 46          | Anthony Perez (FRA)   | 69e         |
| 47          | Ludovic Robeet (BEL)  | 76e         |

| Arkéa-B&B Hotels ARK | Arkéa-B&B Hotels ARK    | Arkéa-B&B Hotels ARK |
| -------------------- | ----------------------- | -------------------- |
| Num                  | Coureur                 | Pos                  |
| 51                   | Vincenzo Albanese (ITA) | 6e                   |
| 52                   | Florian Sénéchal (FRA)  | 33e                  |
| 53                   | Nicolas Milesi (ITA)    | AB                   |
| 54                   | Amaury Capiot (BEL)     | 31e                  |
| 55                   | Florian Dauphin (FRA)   | 66e                  |
| 56                   | Kévin Ledanois (FRA)    | AB                   |
| 57                   | Matîs Louvel (FRA)      | 55e                  |

| Alpecin-Deceuninck ADC | Alpecin-Deceuninck ADC    | Alpecin-Deceuninck ADC |
| ---------------------- | ------------------------- | ---------------------- |
| Num                    | Coureur                   | Pos                    |
| 61                     | Maurice Ballerstedt (GER) | 79e                    |
| 62                     | Lars Boven (NED)          | 74e                    |
| 63                     | Kaden Groves (AUS)        | 10e                    |
| 64                     | Senne Leysen (BEL)        | 95e                    |
| 65                     | Ramon Sinkeldam (NED)     | AB                     |
| 66                     | Toon Vandebosch (BEL)     | 90e                    |
| 67                     | Ramses Debruyne (BEL)     | 75e                    |

| Israel-Premier Tech IPT | Israel-Premier Tech IPT   | Israel-Premier Tech IPT |
| ----------------------- | ------------------------- | ----------------------- |
| Num                     | Coureur                   | Pos                     |
| 71                      | Joseph Blackmore (GBR)    | 21e                     |
| 72                      | Michael Schwarzmann (GER) | 100e                    |
| 73                      | Riley Sheehan (USA)       | 34e                     |
| 74                      | Riley Pickrell (CAN)      | 78e                     |
| 75                      | Tom Van Asbroeck (BEL)    | 46e                     |
| 76                      | Mads Würtz Schmidt (DEN)  | AB                      |
| 77                      | Pier-André Côté (CAN)     | 77e                     |

| TotalEnergies TEN | TotalEnergies TEN        | TotalEnergies TEN |
| ----------------- | ------------------------ | ----------------- |
| Num               | Coureur                  | Pos               |
| 81                | Mathieu Burgaudeau (FRA) | 39e               |
| 82                | Fabien Doubey (FRA)      | 42e               |
| 83                | Émilien Jeannière (FRA)  | 5e                |
| 84                | Lorrenzo Manzin (FRA)    | AB                |
| 86                | Geoffrey Soupe (FRA)     | 64e               |
| 87                | Jason Tesson (FRA)       | AB                |

| Uno-X Mobility UXM | Uno-X Mobility UXM           | Uno-X Mobility UXM |
| ------------------ | ---------------------------- | ------------------ |
| Num                | Coureur                      | Pos                |
| 91                 | Jonas Abrahamsen (NOR)       | 13e                |
| 92                 | Erik Nordsæter Resell (NOR)  | 35e                |
| 93                 | William Blume Levy (DEN)     | 23e                |
| 94                 | Anders Johannessen (NOR)     | 24e                |
| 95                 | Martin Bugge Urianstad (NOR) | 25e                |
| 96                 | Fredrik Dversnes (NOR)       | 15e                |
| 97                 | Rasmus Tiller (NOR)          | 14e                |

| Caja Rural-Seguros RGA CJR | Caja Rural-Seguros RGA CJR | Caja Rural-Seguros RGA CJR |
| -------------------------- | -------------------------- | -------------------------- |
| Num                        | Coureur                    | Pos                        |
| 101                        | Joseba López (ESP)         | AB                         |
| 102                        | Joel Nicolau (ESP)         | 12e                        |
| 103                        | David González López (ESP) | AB                         |
| 104                        | Michal Schlegel (CZE)      | 65e                        |
| 105                        | Gorka Sorarrain (ESP)      | 26e                        |
| 106                        | Eduard Prades (ESP)        | 9e                         |
| 107                        | Calum Johnston (GBR)       | 27e                        |

| Q36.5 Pro Cycling Team Q36 | Q36.5 Pro Cycling Team Q36  | Q36.5 Pro Cycling Team Q36 |
| -------------------------- | --------------------------- | -------------------------- |
| Num                        | Coureur                     | Pos                        |
| 111                        | Xabier Mikel Azparren (ESP) | 85e                        |
| 113                        | Fabio Christen (SUI)        | 11e                        |
| 114                        | Frederik Frison (BEL)       | AB                         |
| 115                        | Cyrus Monk (AUS)            | AB                         |
| 116                        | Jannik Steimle (GER)        | AB                         |
| 117                        | Rory Townsend (IRL)         | 60e                        |

| Bingoal WB BWB | Bingoal WB BWB         | Bingoal WB BWB |
| -------------- | ---------------------- | -------------- |
| Num            | Coureur                | Pos            |
| 121            | Louis Blouwe (BEL)     | AB             |
| 122            | Floris De Tier (BEL)   | 40e            |
| 123            | Johan Meens (BEL)      | 58e            |
| 124            | Luca Van Boven (BEL)   | 41e            |
| 125            | Kenneth Van Rooy (BEL) | 44e            |
| 126            | Jelle Vermoote (BEL)   | AB             |
| 127            | Giacomo Villa (ITA)    | 45e            |

| Team Flanders-Baloise TFB | Team Flanders-Baloise TFB | Team Flanders-Baloise TFB |
| ------------------------- | ------------------------- | ------------------------- |
| Num                       | Coureur                   | Pos                       |
| 131                       | Alex Colman (BEL)         | AB                        |
| 132                       | Lindsay De Vylder (BEL)   | 57e                       |
| 133                       | Gilles De Wilde (BEL)     | 88e                       |
| 134                       | Siebe Deweirdt (BEL)      | 72e                       |
| 135                       | Yentl Vandevelde (BEL)    | 56e                       |
| 136                       | Ward Vanhoof (BEL)        | 28e                       |
| 137                       | Victor Vercouillie (BEL)  | 91e                       |

| Team Novo Nordisk TNN | Team Novo Nordisk TNN   | Team Novo Nordisk TNN |
| --------------------- | ----------------------- | --------------------- |
| Num                   | Coureur                 | Pos                   |
| 141                   | Nathan Smith (GBR)      | AB                    |
| 142                   | Quinten De Graeve (BEL) | 94e                   |
| 143                   | Sam Brand (GBR)         | 92e                   |
| 144                   | Matyáš Kopecký (CZE)    | 8e                    |
| 145                   | Andrea Peron (ITA)      | AB                    |
| 146                   | Doriand Percrule (FRA)  | AB                    |
| 147                   | Antonio Polga (ITA)     | 83e                   |

| TDT-Unibet TDT | TDT-Unibet TDT           | TDT-Unibet TDT |
| -------------- | ------------------------ | -------------- |
| Num            | Coureur                  | Pos            |
| 151            | Andreas Stokbro (DEN)    | 30e            |
| 152            | Axel Huens (FRA)         | 20e            |
| 153            | Zeb Kyffin (GBR)         | 29e            |
| 154            | Sebastian Nielsen (DEN)  | 98e            |
| 155            | Tomáš Kopecký (CZE)      | 36e            |
| 156            | Hartthijs de Vries (NED) | 49e            |

| Equipo Kern Pharma EKP | Equipo Kern Pharma EKP            | Equipo Kern Pharma EKP |
| ---------------------- | --------------------------------- | ---------------------- |
| Num                    | Coureur                           | Pos                    |
| 161                    | Pau Miquel (ESP)                  | 7e                     |
| 162                    | Miguel Ángel Fernández Ruiz (ESP) | AB                     |
| 163                    | Francisco Galván (ESP)            | AB                     |
| 164                    | Álex Jaime (ESP)                  | 71e                    |
| 165                    | Marc Brustenga (ESP)              | 84e                    |
| 166                    | Iñigo Elosegui (ESP)              | 82e                    |

| Van Rysel-Roubaix VRR | Van Rysel-Roubaix VRR     | Van Rysel-Roubaix VRR |
| --------------------- | ------------------------- | --------------------- |
| Num                   | Coureur                   | Pos                   |
| 171                   | Maxime Jarnet (FRA)       | 50e                   |
| 172                   | Kévin Avoine (FRA)        | AB                    |
| 173                   | Célestin Guillon (FRA)    | 86e                   |
| 174                   | Samuel Leroux (FRA)       | 63e                   |
| 175                   | Jérémy Leveau (FRA)       | 59e                   |
| 176                   | Maximilien Juillard (FRA) | 96e                   |
| 177                   | Kenny Molly (BEL)         | AB                    |

| Tarteletto-Isorex TIS | Tarteletto-Isorex TIS   | Tarteletto-Isorex TIS |
| --------------------- | ----------------------- | --------------------- |
| Num                   | Coureur                 | Pos                   |
| 181                   | Ewout De Keyser (BEL)   | 99e                   |
| 182                   | Gianni Marchand (BEL)   | AB                    |
| 183                   | Thomas Joseph (BEL)     | AB                    |
| 184                   | Robbe Claeys (BEL)      | AB                    |
| 185                   | Jacob Relaes (BEL)      | AB                    |
| 186                   | Alex Vandenbulcke (BEL) | 89e                   |
| 187                   | Mauro Verwilt (BEL)     | 54e                   |

| Parkhotel Valkenburg PHV | Parkhotel Valkenburg PHV | Parkhotel Valkenburg PHV |
| ------------------------ | ------------------------ | ------------------------ |
| Num                      | Coureur                  | Pos                      |
| 191                      | Stef Koning (NED)        | AB                       |
| 192                      | Jelte Krijnsen (NED)     | AB                       |
| 193                      | Steijn Oosterveld (NED)  | AB                       |
| 194                      | Martijn Rasenberg (NED)  | 81e                      |
| 196                      | Niek Voogt (NED)         | 53e                      |

| Philippe Wagner-Bazin PWB | Philippe Wagner-Bazin PWB   | Philippe Wagner-Bazin PWB |
| ------------------------- | --------------------------- | ------------------------- |
| Num                       | Coureur                     | Pos                       |
| 201                       | Enrico Dhaeye (BEL)         | 87e                       |
| 205                       | Stefano Museeuw (BEL)       | AB                        |
| 206                       | Jens Vandenbogaerde (BEL)   | 93e                       |
| 207                       | Mathias Vanoverberghe (BEL) | AB                        |

| Lotto Dstny LTD | Lotto Dstny LTD          | Lotto Dstny LTD |
| --------------- | ------------------------ | --------------- |
| Num             | Coureur                  | Pos             |
| 1               | Jenno Berckmoes (BEL)    | 4e              |
| 2               | Axel De Lie (BEL)        | 80e             |
| 3               | Pascal Eenkhoorn (NED)   | 67e             |
| 4               | Sébastien Grignard (BEL) | 43e             |
| 5               | Arjen Livyns (BEL)       | 32e             |
| 7               | Liam Slock (BEL)         | 19e             |

| UAE Team Emirates UAD | UAE Team Emirates UAD   | UAE Team Emirates UAD |
| --------------------- | ----------------------- | --------------------- |
| Num                   | Coureur                 | Pos                   |
| 11                    | Filippo Baroncini (ITA) | 16e                   |
| 12                    | Sjoerd Bax (NED)        | 17e                   |
| 13                    | Alessandro Covi (ITA)   | 51e                   |
| 14                    | Marc Hirschi (SUI)      | 3e                    |
| 15                    | Álvaro Hodeg (COL)      | AB                    |
| 16                    | Sebastián Molano (COL)  | AB                    |

| Soudal Quick-Step SOQ | Soudal Quick-Step SOQ | Soudal Quick-Step SOQ |
| --------------------- | --------------------- | --------------------- |
| Num                   | Coureur               | Pos                   |
| 21                    | Ayco Bastiaens (BEL)  | AB                    |
| 22                    | Gil Gelders (BEL)     | 61e                   |
| 23                    | Antoine Huby (FRA)    | 48e                   |
| 24                    | Yves Lampaert (BEL)   | 22e                   |
| 25                    | Junior Lecerf (BEL)   | 47e                   |
| 26                    | Jordi Warlop (BEL)    | 62e                   |
| 27                    | Martin Svrček (SVK)   | AB                    |

| Intermarché-Wanty IWA | Intermarché-Wanty IWA | Intermarché-Wanty IWA |
| --------------------- | --------------------- | --------------------- |
| Num                   | Coureur               | Pos                   |
| 31                    | Vito Braet (BEL)      | AB                    |
| 32                    | Rune Herregodts (BEL) | 70e                   |
| 33                    | Hugo Page (FRA)       | 37e                   |
| 34                    | Biniam Girmay (ERI)   | 1er                   |
| 35                    | Laurenz Rex (BEL)     | 73e                   |
| 36                    | Lorenzo Rota (ITA)    | 18e                   |
| 37                    | Adrien Petit (FRA)    | AB                    |

| Cofidis COF | Cofidis COF           | Cofidis COF |
| ----------- | --------------------- | ----------- |
| Num         | Coureur               | Pos         |
| 41          | Axel Zingle (FRA)     | 2e          |
| 42          | Piet Allegaert (BEL)  | 52e         |
| 43          | Aimé De Gendt (BEL)   | 68e         |
| 44          | Alexis Gougeard (FRA) | AB          |
| 45          | Nolann Mahoudo (FRA)  | 38e         |
| 46          | Anthony Perez (FRA)   | 69e         |
| 47          | Ludovic Robeet (BEL)  | 76e         |

| Arkéa-B&B Hotels ARK | Arkéa-B&B Hotels ARK    | Arkéa-B&B Hotels ARK |
| -------------------- | ----------------------- | -------------------- |
| Num                  | Coureur                 | Pos                  |
| 51                   | Vincenzo Albanese (ITA) | 6e                   |
| 52                   | Florian Sénéchal (FRA)  | 33e                  |
| 53                   | Nicolas Milesi (ITA)    | AB                   |
| 54                   | Amaury Capiot (BEL)     | 31e                  |
| 55                   | Florian Dauphin (FRA)   | 66e                  |
| 56                   | Kévin Ledanois (FRA)    | AB                   |
| 57                   | Matîs Louvel (FRA)      | 55e                  |

| Alpecin-Deceuninck ADC | Alpecin-Deceuninck ADC    | Alpecin-Deceuninck ADC |
| ---------------------- | ------------------------- | ---------------------- |
| Num                    | Coureur                   | Pos                    |
| 61                     | Maurice Ballerstedt (GER) | 79e                    |
| 62                     | Lars Boven (NED)          | 74e                    |
| 63                     | Kaden Groves (AUS)        | 10e                    |
| 64                     | Senne Leysen (BEL)        | 95e                    |
| 65                     | Ramon Sinkeldam (NED)     | AB                     |
| 66                     | Toon Vandebosch (BEL)     | 90e                    |
| 67                     | Ramses Debruyne (BEL)     | 75e                    |

| Israel-Premier Tech IPT | Israel-Premier Tech IPT   | Israel-Premier Tech IPT |
| ----------------------- | ------------------------- | ----------------------- |
| Num                     | Coureur                   | Pos                     |
| 71                      | Joseph Blackmore (GBR)    | 21e                     |
| 72                      | Michael Schwarzmann (GER) | 100e                    |
| 73                      | Riley Sheehan (USA)       | 34e                     |
| 74                      | Riley Pickrell (CAN)      | 78e                     |
| 75                      | Tom Van Asbroeck (BEL)    | 46e                     |
| 76                      | Mads Würtz Schmidt (DEN)  | AB                      |
| 77                      | Pier-André Côté (CAN)     | 77e                     |

| TotalEnergies TEN | TotalEnergies TEN        | TotalEnergies TEN |
| ----------------- | ------------------------ | ----------------- |
| Num               | Coureur                  | Pos               |
| 81                | Mathieu Burgaudeau (FRA) | 39e               |
| 82                | Fabien Doubey (FRA)      | 42e               |
| 83                | Émilien Jeannière (FRA)  | 5e                |
| 84                | Lorrenzo Manzin (FRA)    | AB                |
| 86                | Geoffrey Soupe (FRA)     | 64e               |
| 87                | Jason Tesson (FRA)       | AB                |

| Uno-X Mobility UXM | Uno-X Mobility UXM           | Uno-X Mobility UXM |
| ------------------ | ---------------------------- | ------------------ |
| Num                | Coureur                      | Pos                |
| 91                 | Jonas Abrahamsen (NOR)       | 13e                |
| 92                 | Erik Nordsæter Resell (NOR)  | 35e                |
| 93                 | William Blume Levy (DEN)     | 23e                |
| 94                 | Anders Johannessen (NOR)     | 24e                |
| 95                 | Martin Bugge Urianstad (NOR) | 25e                |
| 96                 | Fredrik Dversnes (NOR)       | 15e                |
| 97                 | Rasmus Tiller (NOR)          | 14e                |

| Caja Rural-Seguros RGA CJR | Caja Rural-Seguros RGA CJR | Caja Rural-Seguros RGA CJR |
| -------------------------- | -------------------------- | -------------------------- |
| Num                        | Coureur                    | Pos                        |
| 101                        | Joseba López (ESP)         | AB                         |
| 102                        | Joel Nicolau (ESP)         | 12e                        |
| 103                        | David González López (ESP) | AB                         |
| 104                        | Michal Schlegel (CZE)      | 65e                        |
| 105                        | Gorka Sorarrain (ESP)      | 26e                        |
| 106                        | Eduard Prades (ESP)        | 9e                         |
| 107                        | Calum Johnston (GBR)       | 27e                        |

| Q36.5 Pro Cycling Team Q36 | Q36.5 Pro Cycling Team Q36  | Q36.5 Pro Cycling Team Q36 |
| -------------------------- | --------------------------- | -------------------------- |
| Num                        | Coureur                     | Pos                        |
| 111                        | Xabier Mikel Azparren (ESP) | 85e                        |
| 113                        | Fabio Christen (SUI)        | 11e                        |
| 114                        | Frederik Frison (BEL)       | AB                         |
| 115                        | Cyrus Monk (AUS)            | AB                         |
| 116                        | Jannik Steimle (GER)        | AB                         |
| 117                        | Rory Townsend (IRL)         | 60e                        |

| Bingoal WB BWB | Bingoal WB BWB         | Bingoal WB BWB |
| -------------- | ---------------------- | -------------- |
| Num            | Coureur                | Pos            |
| 121            | Louis Blouwe (BEL)     | AB             |
| 122            | Floris De Tier (BEL)   | 40e            |
| 123            | Johan Meens (BEL)      | 58e            |
| 124            | Luca Van Boven (BEL)   | 41e            |
| 125            | Kenneth Van Rooy (BEL) | 44e            |
| 126            | Jelle Vermoote (BEL)   | AB             |
| 127            | Giacomo Villa (ITA)    | 45e            |

| Team Flanders-Baloise TFB | Team Flanders-Baloise TFB | Team Flanders-Baloise TFB |
| ------------------------- | ------------------------- | ------------------------- |
| Num                       | Coureur                   | Pos                       |
| 131                       | Alex Colman (BEL)         | AB                        |
| 132                       | Lindsay De Vylder (BEL)   | 57e                       |
| 133                       | Gilles De Wilde (BEL)     | 88e                       |
| 134                       | Siebe Deweirdt (BEL)      | 72e                       |
| 135                       | Yentl Vandevelde (BEL)    | 56e                       |
| 136                       | Ward Vanhoof (BEL)        | 28e                       |
| 137                       | Victor Vercouillie (BEL)  | 91e                       |

| Team Novo Nordisk TNN | Team Novo Nordisk TNN   | Team Novo Nordisk TNN |
| --------------------- | ----------------------- | --------------------- |
| Num                   | Coureur                 | Pos                   |
| 141                   | Nathan Smith (GBR)      | AB                    |
| 142                   | Quinten De Graeve (BEL) | 94e                   |
| 143                   | Sam Brand (GBR)         | 92e                   |
| 144                   | Matyáš Kopecký (CZE)    | 8e                    |
| 145                   | Andrea Peron (ITA)      | AB                    |
| 146                   | Doriand Percrule (FRA)  | AB                    |
| 147                   | Antonio Polga (ITA)     | 83e                   |

| TDT-Unibet TDT | TDT-Unibet TDT           | TDT-Unibet TDT |
| -------------- | ------------------------ | -------------- |
| Num            | Coureur                  | Pos            |
| 151            | Andreas Stokbro (DEN)    | 30e            |
| 152            | Axel Huens (FRA)         | 20e            |
| 153            | Zeb Kyffin (GBR)         | 29e            |
| 154            | Sebastian Nielsen (DEN)  | 98e            |
| 155            | Tomáš Kopecký (CZE)      | 36e            |
| 156            | Hartthijs de Vries (NED) | 49e            |

| Equipo Kern Pharma EKP | Equipo Kern Pharma EKP            | Equipo Kern Pharma EKP |
| ---------------------- | --------------------------------- | ---------------------- |
| Num                    | Coureur                           | Pos                    |
| 161                    | Pau Miquel (ESP)                  | 7e                     |
| 162                    | Miguel Ángel Fernández Ruiz (ESP) | AB                     |
| 163                    | Francisco Galván (ESP)            | AB                     |
| 164                    | Álex Jaime (ESP)                  | 71e                    |
| 165                    | Marc Brustenga (ESP)              | 84e                    |
| 166                    | Iñigo Elosegui (ESP)              | 82e                    |

| Van Rysel-Roubaix VRR | Van Rysel-Roubaix VRR     | Van Rysel-Roubaix VRR |
| --------------------- | ------------------------- | --------------------- |
| Num                   | Coureur                   | Pos                   |
| 171                   | Maxime Jarnet (FRA)       | 50e                   |
| 172                   | Kévin Avoine (FRA)        | AB                    |
| 173                   | Célestin Guillon (FRA)    | 86e                   |
| 174                   | Samuel Leroux (FRA)       | 63e                   |
| 175                   | Jérémy Leveau (FRA)       | 59e                   |
| 176                   | Maximilien Juillard (FRA) | 96e                   |
| 177                   | Kenny Molly (BEL)         | AB                    |

| Tarteletto-Isorex TIS | Tarteletto-Isorex TIS   | Tarteletto-Isorex TIS |
| --------------------- | ----------------------- | --------------------- |
| Num                   | Coureur                 | Pos                   |
| 181                   | Ewout De Keyser (BEL)   | 99e                   |
| 182                   | Gianni Marchand (BEL)   | AB                    |
| 183                   | Thomas Joseph (BEL)     | AB                    |
| 184                   | Robbe Claeys (BEL)      | AB                    |
| 185                   | Jacob Relaes (BEL)      | AB                    |
| 186                   | Alex Vandenbulcke (BEL) | 89e                   |
| 187                   | Mauro Verwilt (BEL)     | 54e                   |

| Parkhotel Valkenburg PHV | Parkhotel Valkenburg PHV | Parkhotel Valkenburg PHV |
| ------------------------ | ------------------------ | ------------------------ |
| Num                      | Coureur                  | Pos                      |
| 191                      | Stef Koning (NED)        | AB                       |
| 192                      | Jelte Krijnsen (NED)     | AB                       |
| 193                      | Steijn Oosterveld (NED)  | AB                       |
| 194                      | Martijn Rasenberg (NED)  | 81e                      |
| 196                      | Niek Voogt (NED)         | 53e                      |

| Philippe Wagner-Bazin PWB | Philippe Wagner-Bazin PWB   | Philippe Wagner-Bazin PWB |
| ------------------------- | --------------------------- | ------------------------- |
| Num                       | Coureur                     | Pos                       |
| 201                       | Enrico Dhaeye (BEL)         | 87e                       |
| 205                       | Stefano Museeuw (BEL)       | AB                        |
| 206                       | Jens Vandenbogaerde (BEL)   | 93e                       |
| 207                       | Mathias Vanoverberghe (BEL) | AB                        |